# Sonatine (Ravel)
La Sonatine Op. 40, è un'opera pianistica scritta dal compositore francese Maurice Ravel. Sebbene Ravel abbia scritto nella sua autobiografia di aver composto la sonatina dopo la sua suite per pianoforte Miroirs, sembra che sia stata scritta tra il 1903 e il 1905. Probabilmente si riferiva alle date in cui aveva terminato entrambe le opere.

## Composizione
Ravel scrisse il primo movimento della Sonatine per un concorso sponsorizzato dalla rivista Weekly Critical Review dopo essere stato incoraggiato da un amico intimo che aveva contribuito a quella pubblicazione. Il requisito del concorso era la composizione del primo movimento di una sonatina per pianoforte non più lunga di 75 battute, con un premio di 100 franchi.
Nel 1941 la pubblicazione Music & Letters stampò l'articolo When Ravel Composed to Order di Michel-Dimitri Calvocoressi. Calvocoressi ha discusso di come avrebbe incoraggiato Ravel a scrivere il pezzo in risposta a un concorso pubblicato nel Paris Weekly Critical Review. Peter Jost di G. Henle Publishers trovò l'articolo originale nella rivista pubblicata in tre numeri usciti nel marzo 1903. Il manoscritto originale che Ravel presentò aveva la frase "par Verla" scritta e cancellata, sostituita da "par Maurice Ravel". Ravel presentò il pezzo con uno pseudonimo e scelse un anagramma con il suo nome.
La Sonatine fu eseguita per la prima volta a Lione il 10 marzo 1906 da Paule de Lestang. Poco dopo il pezzo ebbe la sua anteprima a Parigi, dove fu interpretato da Gabriel Grovlez. Il lavoro è dedicato a Ida e Cipa Godebski; in seguito dedicò la sua suite Ma Mère l'Oye ai loro figli.

## Struttura
Il pezzo è in tre movimenti:
1. Modéré (Fa♯ minore)
2. Mouvement de menuet (Re♭ maggiore)
3. Animé (Fa♯ minore)

Sia il primo che il terzo movimento cominciano in Fa♯ minore e terminano in Fa♯ maggiore. Il movimento centrale è in Re♭ maggiore.
La quinta melodia saltellante del primo movimento riappare con variazioni rispetto a diverse strutture nel secondo e terzo movimento.
Il primo movimento è una forma-sonata alquanto scarna, seppur ben strutturata. Nell'esposizione emergono due temi: il primo alla tonica (Fa♯ minore) e il secondo alla relativa maggiore (La maggiore). Si noti come Ravel ingegnosamente qui eviti l'accordo di tonica (La maggiore), sostituendolo per lo più col terzo grado (Do diesis minore) e facendolo apparire fuggevolmente solo dopo una fermata su un accordo di dominante. Il secondo movimento, un minuetto, non presenta, a causa della sua forma ridotta, un trio. Scritto nella tonalità della dominante enarmonicamente scritta come Re♭ maggiore, si sviluppa come una danza elegante e graziosa, pur se non scevra di momenti intensamente appassionati. L'ultimo movimento, anch'esso in forma sonata, può dirsi a tutti gli effetti il più impegnativo della Sonatine. Ispirato alla scrittura per tastiera di Couperin e Rameau, si caratterizza per il vulcanico stile toccatistico, nonché per l'irrequieto lirismo. Nel brano si alternano diversi metri (3/4, 4/4 e 5/4), fatto che contribuisce significativamente a donare allo stesso il già citato carattere inquieto. Il pezzo conclude poi brillantemente alla tonica maggiore.

## Accoglienza
L'accoglienza della Sonatine di Ravel fu contrastante, ma generalmente favorevole. Marcel Marnat ha scritto che la  Sonatine ci affascina fin dalla prima misura in profondità, aggiungendo che nella sua concisione e luminosità è una delle opere distintive di Ravel. Al contrario, Arbie Orenstein ha scritto che mentre Sonatine è abbastanza piacevole, non è paragonabile al successivo Miroirs.
È noto che Ravel apprezzava il lavoro e lo eseguiva frequentemente, anche se questo forse può essere dovuto al fatto che era un lavoro più facile da eseguire rispetto ad alcuni dei suoi altri lavori, come Gaspard de la nuit.

## Arrangiamento
Carlos Salzedo trascrisse la Sonatine per flauto, arpa e violoncello (o viola), intitolando la trascrizione Sonatine en Trio.